# Peter Lawford
Peter Sydney Lawford (7. září 1923 Londýn, Anglie – 24. prosince 1984 Kalifornie, USA) byl americký herec britského původu, člen umělecké skupiny Rat Pack a švagr amerického prezidenta Johna F. Kennedyho. Se svými kolegy z Rat Pack hrál ve filmu Dannyho jedenáctka.